# Tityus cuellari
Espèce
Tityus cuellari est une espèce de scorpions de la famille des Buthidae.

## Distribution
Cette espèce est endémique du département de Nariño en Colombie. Elle se rencontre dans la réserve naturelle de La Planada.

## Étymologie
Cette espèce est nommée en l'honneur d'Orlando Cuellar.

## Publication originale
- Lourenço, 1994 : « Scorpions (Chelicerata) de Colombie. VI. Quatre nouvelles espèces de Buthidae des régions amazonienne, sud-pacifique et de la cordillère orientale. » Revista de la Academia Colombiana de Ciencias Exactas Fisicas y Naturales, vol. 19, no 73, p. 387-392 (texte intégral).